# Triazenă
Triazena este un compus anorganic nesaturat al azotului cu hidrogenul (o hidrură), cu formula chimică N3H3. Are o dublă legătură și este al doilea membru al seriei de compuși azenici după diazenă.